# One, Two 5
One, Two 5 (у преводу, Један, два 5) је пети албум групе Ортодокс Келтс из Београда. 
Изашао је у марту 2007. године, а све песме су у духу ирске музике и углавном су ауторске.

## Списак песама
1. (Обрада истоимене песме ирске рок групе Тин Лизи)